# 11456 Cotto-Figueroa
A 11456 Cotto-Figueroa (ideiglenes jelöléssel (11456) 1981 EK9) a Naprendszer kisbolygóövében található aszteroida. Schelte J. Bus fedezte fel 1981. március 1-jén.

## Kapcsolódó szócikk
- Kisbolygók listája (11001–11500)